# Grinje šiškarice
Grinje šiškarice (lat. Eriophyidae), porodica paučnjaka, dio reda Prostigmata. 
Grinje šiškarice manje su od 0.2 mm, ili do 0.6, a a široke svega 0,03 mm. Duguljastog su crvolikog tijela bijele boje, podijeljeno na glavo-pršnjak i zadak. Imaju za razliku od ostalih paučnjaka samo 2 para nogu. Usni ustroj je za bodenje i sisanje. Prenose neke virusne bolesti biljaka, kao erinozu i akarinozu. Najčešće su monofagne i svojom prehranom stimuliraju razvoj izraslina ili deformacija pojedinih organa domaćina.

## Rodovi
1. Aberoptinae Keifer, 1966
  1. Aberoptus Keifer, 1951
2. Cecidophyinae
  1. Cecidophyini
    1. Achaetocoptes Farkas, 1961
    2. Bariella de Lillo, 1988
    3. Cecidophyes Nalepa, 1889
    4. Cecidophyopsis Keifer, 1959
    5. Chrecidus D. C. M. Manson, 1984
    6. Coptophylla Keifer, 1944
    7. Dechela Keifer, 1965
    8. Glyptacus Keifer, 1953
    9. Johnella Keifer, 1959
    10. Kolacarus Boczek in Boczek & Chandrapatya, 1998
    11. Kyllocarus Wang, Wei & Yang, 2012
    12. Longitibisetacus Lin & Kuang, 2001
    13. Neserella M. K. P. Smith-Meyer & E. A. Ueckermann, 1989
    14. Pseudocolopodacus Kuang, 1997
    15. Siracharus Chandrapatya & Boczek, 2000

  2. Colomerini
    1. Colomerus Newkirk & Keifer, 1971
    2. Cosetacus Keifer, 1966
    3. Dicoxiseta Wang, Tan & Yang, 2015
    4. Ectomerus Newkirk & Keifer, 1975
    5. Gammaphytoptus Keifer, 1939
    6. Paracolomerus Keifer, 1975
3. Eriophyinae
  1. Aceriini
    1. Acalitus Keifer, 1965
    2. Acaralox Keifer, 1966
    3. Aceria Keifer, 1944
    4. Acerimina Keifer, 1957
    5. Acunda Keifer, 1965
    6. Baileyna Keifer, 1954
    7. Cenaca Keifer, 1972
    8. Cymoptus Keifer, 1946
    9. Distaceria Flechtmann, Amrine & Stasny, 1995
    10. Keiferophyes M. Mohanasundaram, 1983
    11. Notaceria Mohanasundaram & Muniappan, 1990
    12. Paraphytoptella Keifer, 1959
    13. Paraphytoptus Nalepa, 1896

  2. Eriophyini
    1. Brachendus Keifer, 1964
    2. Eriophyes Siebold, 1851
    3. Nacerimina Keifer, 1979
    4. Pareria Keifer, 1952
    5. Proartacris M. Mohanasundaram, 1984
    6. Stenacis Keifer, 1970
4. Nothopodinae Keifer, 1956
  1. Colopodacini Mohanasundaram, 1985
    1. Adenocolus Smith-Meyer & Ueckermann, 1997
    2. Apontella J. Boczek & G. Nuzzaci, 1988
    3. Colopodacus Keifer, 1960
    4. Kuangella Wei, in Wei & Qin, 2002
    5. Paracolopodacus Kuang & Huang, 1994

  2. Nothopodini Keifer, 1956
    1. Anothopoda Keifer, 1959
    2. Chonburinus Boczek & Chandrapatya, 2000
    3. Cosella Newkirk & Keifer, 1975
    4. Disella Newkirk & Keifer, 1975
    5. Floracarus Keifer, 1953
    6. Neocosella M. Mohanasundaram, 1981
    7. Nonthaburinus Chandrapatya in Chandrapatya & Boczek, 1996
    8. Nothopoda Keifer, 1951
    9. Pangacarus D. C. M. Manson, 1984
    10. Siamphyes Boczek & Chandrapatya, 2000
    11. Surapoda J. Boczek & A. Chandrapataya, 1989
5. Phyllocoptinae
  1. Acaricalini
    1. Acaphylla Keifer, 1943
    2. Acaphyllisa Keifer, 1978
    3. Acaricalus Keifer, 1940
    4. Araucarioptes Flechtmann, 2000
    5. Brionesa Keifer, 1966
    6. Cymeda D. C. M. Manson & U. Gerson, 1986
    7. Dichopelmus Keifer, 1959
    8. Dicolopodacus Huang, 2001
    9. Jaranasia Chandrapatya & Boczek, 2000
    10. Litaculus D. C. M. Manson, 1984
    11. Tumescoptes Keifer, 1939

  2. Anthocoptini
    1. Abacarus Keifer, 1944
    2. Aculochetus Amrine, 1996
    3. Aculodes Keifer, 1966
    4. Aculops Keifer, 1966
    5. Aculus Keifer, 1959
    6. Anthocoptes Nalepa, 1892
    7. Bakeriella S. Chakrabarti & S. Mondal, 1982
    8. Bamboocarus Chandrapatya & Boczek, 2002
    9. Bangkophyes Boczek & Chandrapatya, 2001
    10. Catachela Keifer, 1969
    11. Channabasavanella Bagdasarian, 1975
    12. Costarectus Meyer & Ueckermann, 1995
    13. Criocarpus Boczek & Chandrapatya, 2000
    14. Dengella Kuang & Gong in Kuang, Gong & Luo, 1998
    15. Ditrymacus Keifer, 1960
    16. Heterotergum Keifer, 1955
    17. Indotegolophus Chakrabarti & Mondal in S. Chakrabarti, S. Mondal & A. Roy, 1980
    18. Keiferana Channabasavanna, 1967
    19. Mesalox Keifer, 1962
    20. Metaculus Keifer, 1962
    21. Neooxycenus Abou-Awad, 1981
    22. Pentamerus Roivainen, 1951
    23. Reckella Bagdasarian, 1975
    24. Tegolophus Keifer, 1961
    25. Tegoprionus Keifer, 1961
    26. Tetra Keifer, 1944
    27. Tetraspinus Boczek, 1961
    28. Thamnacus Keifer, 1944
    29. Vittacus Keifer, 1969

  3. Calacarini
    1. Calacarus Keifer, 1940
    2. Hornophyes Mohanasundaram, 1994
    3. Jutarus J. Boczek & A. Chandrapatya, 1989
    4. Latitudo Huang, 2001
    5. Liroella Amrine, 1996
    6. Neopentamerus Kuang in Kuang-Haiyua, Lin-Fupin & Geng-Jiaron 1993
    7. Paracalacarus Keifer, 1962
    8. Parinarus Chandrapatya & Boczek, 2000
    9. Phaulacus Keifer, 1961
    10. Phetehaburus Amrine, Stasny & Flechtmann, 2003
    11. Procalacarus M. Mohanasundaram, 1983
    12. Quadratum Huang & Wang, 2004
    13. Taijutarus Huang & Wang, 2004

  4. Phyllocoptini
    1. Acamina Keifer, 1944
    2. Acarelliptus Keifer, 1940
    3. Acritonotus Keifer, 1962
    4. Adenoptus Mitrofanov, Sekerskaya & Sharonov, 1983
    5. Aequsomatus Smith- meyer & Ueckermann, 1995
    6. Amrineus Flechtmann, 1994
    7. Calepitrimerus Keifer, 1938
    8. Callyntrotus Nalepa, 1894
    9. Criotacus Keifer, 1963
    10. Cupacarus Keifer, 1943
    11. Dicrothrix Keifer, 1966
    12. Epitrimerus Nalepa, 1898
    13. Flechtmannia Keifer, 1979
    14. Gilarovana Mitrofanov & Sharonov, 1987
    15. Keiferella Boczek, 1964
    16. Leipothrix Keifer, 1966
    17. Monochetus Nalepa, 1898
    18. Neometaculus M. Mohanasundaram, 1983
    19. Neophytoptus M. Mohanasundaram, 1981
    20. Notalox Keifer, 1961
    21. Notostrix Keifer, 1963
    22. Paraepitrimerus Xue & Hong, 2005
    23. Phyllocoptes Nalepa, 1889
    24. Phyllocoptruta Keifer, 1938
    25. Platyphytoptus Keifer, 1938
    26. Rhombacus Keifer, 1965
    27. Vasates Shimer, 1869

  5. Tegonotini
    1. Boczekiana Petanovic, 2001
    2. Neotegonotus Newkirk & Keifer, 1971
    3. Oxycenus Keifer, 1961
    4. Parategonotus Kuang-Haiyua, 1991
    5. Phyllocoptacus M. Mohanasundaram, 1984
    6. Randius Boczek & Chandrapatya, 2000
    7. Shevtchenkella Bagdasarian, 1978
    8. Tegonotus Nalepa, 1891
6. Acadicrus Keifer, 1965
7. Athrix Flechtmann, 2004

## Vanjske poveznice
|  | Zajednički poslužitelj ima još gradiva o temi Eriophyidae |
|  | Wikivrste imaju podatke o taksonu Eriophyidae             |